# ZAZ 965
La ZAZ 965 è un'automobile prodotta dal costruttore ucraino ZAZ dal 1960 al 1969.
Molto vicina per schema e disegno alla Fiat 600, fu venduta anche in Belgio e in Austria sotto il nome di Yalta.

## Un progetto di automobile popolare
Alla fine degli anni '50, la Moskvitch 402 era la più piccola automobile prodotta in grande serie nell'URSS, ma il suo prezzo la rendeva fuori portata della quasi totalità dei cittadini sovietici.
Così, lo studio di progettazione della Moskvich preparò nel 1956 una piccola auto, che avrebbe potuto essere venduta a un prezzo ben inferiore.
Nel 1957, il prototipo MZMA 444 passa al collaudo, con un motore bicilindrico di 650 cm³ che sviluppava 17,5 CV.
Giudicato troppo piccolo, sarà sostituito da un altro bicilindrico, della stessa cilindrata ma con una potenza di 18 CV, sui prototipi in prova tra il 1958 e il 1959.
Un prospetto che presentava il progetto sarà distribuito nel corso dell'Esposizione universale di Bruxelles, nel 1958.

## ZAZ, un nuovo costruttore automobilistico
L'anno seguente, nel 1959, fu deciso che la produzione avrebbe avuto luogo nella fabbrica Kommunar a Zaparojie, in Ucraina, che fabbricava delle mietitrebbie.
L'auto prende allora il nome di Zaporojets, e sarà presentata all'Esposizione delle Realizzazioni Economiche di Mosca, nel febbraio 1959.
La prima auto esce di fabbrica il 18 giugno 1959, ma ancora non è che un prototipo.
L'ispirazione per la carrozzeria viene senza dubbio da quella della Fiat 600 con la quale però non ha alcun rapporto, motorizzata da un 4 cilindri a V di 746 cm³ con 23 CV, la ZAZ 965 raggiunge gli 80 km/h e dispone di un cambio a 4 velocità di cui i tre ultimi sono sincronizzati.
Bisognerà tuttavia aspettare il 22 novembre 1960 per vedere il primo modello di serie lasciare le catene di montaggio, a un ritmo molto lento poiché solamente 1500 unità sono prodotte fino alla fine del 1960.
Lunga 3,33m, larga 1,39m, la ZAZ è ben più piccola delle altre automobili prodotte nel Paese e molto meno cara in quanto venduta a soli 1800 rubli.
Il primo segretario del partito comunista Nikita Chruščёv dichiarò che sarebbe stata « un buon regalo per i lavoratori a condizione che fosse a buon mercato ».

## Esportazione ed evoluzione
L'esordio europeo ha luogo nel febbraio 1961, in occasione del Salone dell'automobile di Bruxelles, poi a quello di Londra nel 1961 e nel 1962.
Nel Regno Unito, viene scelto un importatore che farà stampare un prospetto illustrativo ma nessuna vettura troverà acquirente.
Nell'ottobre 1962 la 965 diviene 965 A.
La nuova versione si distingue dalla precedente per gli indicatori di direzione situati sotto i fari (e non più sui parafanghi), per un listello cromato che corre sulla fiancata della carrozzeria e per un nuovo motore di 887 cm³ con 27 CV, che permettono alla vettura di raggiungere i 90 km/h.
Nel 1965, la ZAZ è importata nel Benelux e in Austria, con il nome di Yalta. 300 esemplari saranno venduti nel solo Belgio.
Con l'inizio delle vendite della nuova 966 la produzione della ZAZ 965 cessa nel maggio 1969.